# 大汶口古石桥
35°56′47″N 117°05′46″E / 35.94639°N 117.09611°E
大汶口古石桥位于中国山东省泰安市岱岳区大汶口镇西南大汶河上，2006年被列为山东省文物保护单位，2013年被列为第七批全国重点文物保护单位，分类为古建筑。
大汶口古石桥始建于明隆庆年间，北起大汶口镇西南门，南至宁阳县茶棚村，横跨大汶河，全长570.95米，是一座石板桥，桥板每块长3.5米，宽52公分，桥面用五块石板连成。